# Atletica leggera ai X Giochi panafricani - 3000 metri siepi maschili
La specialità dei 3000 metri siepi maschili ai X Giochi panafricani si è svolta il 15 settembre 2011 all'Estádio Nacional do Zimpeto di Maputo.
La finale si è iniziata alle 20:09 locali.

## Podio
| Oro     | Birhan Getahun Etiopia |
| Argento | Roba Gari Etiopia      |
| Bronzo  | Sisay Koreme Etiopia   |

## Programma
| Data              | Ora   | Evento |
| ----------------- | ----- | ------ |
| 15 settembre 2011 | 20:09 | Finale |

## Risultati

### Finale
| Class   | Atleta                  | Nazione            | Tempo   | Note             |
| ------- | ----------------------- | ------------------ | ------- | ---------------- |
| Oro     | Birhan Getahun          | Etiopia            | 8:17.36 |                  |
| Argento | Roba Gari               | Etiopia            | 8:18.42 |                  |
| Bronzo  | Sisay Koreme            | Etiopia            | 8:20.72 |                  |
| 4       | Jairus Kipchoge Birech  | Kenya              | 8:21.30 |                  |
| 5       | Jacob Araptany          | Uganda             | 8:24.08 |                  |
| 6       | Myiramsabimama Angelime | Ruanda             | 8:24.57 | Record nazionale |
| 7       | Weynay Ghebreselasse    | Eritrea            | 8:33.59 | Record nazionale |
| 8       | Abel Kiprop Mutai       | Kenya              | 8:36.75 |                  |
| 9       | Roberto Mandje          | Guinea Equatoriale | 9:43.23 |                  |
|         | Idriss Yousif           | Sudan              | dns     |                  |